# Pierre Blouet
Pierre Blouet, hrabia de Camilly (ur. 1666 w Camilly, zm. 2 lipca 1753 w Paryżu) – francuski ambasador.
Służył w marynarce królewskiej od 1689 roku. W końcu doszedł do rangi wiceadmirała. Był kawalerem orderu Św. Ludwika (1753) i wielu innych odznaczeń. Od lipca 1726 do 14 kwietnia 1728 sprawował funkcję francuskiego ambasadora w Danii.